# Le Vieil-Baugé
Le Vieil-Baugé ([lə vjɛj boˈʒe] , deutsch: das alte Baugé, Alt-Baugé) ist eine Ortschaft und ehemalige Gemeinde mit 1218 Einwohnern (Stand: 1. Januar 2022) im französischen Département Maine-et-Loire in der Region Pays de la Loire. Sie gehörte zum Arrondissement Saumur. Die Bewohner werden Vieil-Baugeois und Vieil-Baugeoises genannt.
Der Erlass des Präfekten vom 30. März 2012 legte mit Wirkung zum 1. Januar 2013 die Eingliederung von Le Vieil-Baugé als Commune déléguée zusammen mit den früheren Gemeinden Baugé, Pontigné, Montpollin und Saint-Martin-d’Arcé zur Commune nouvelle Baugé-en-Anjou fest.
Der Erlass des Präfekten vom 10. Juli 2015 legte mit Wirkung zum 1. Januar 2016 eine Neugründung von Baugé-en-Anjou als Commune nouvelle fest, indem Le Vieil-Baugé mit den bisherigen Communes délégueés und zehn weiteren Gemeinden und Ortschaften zusammengelegt wurden.

## Geografie

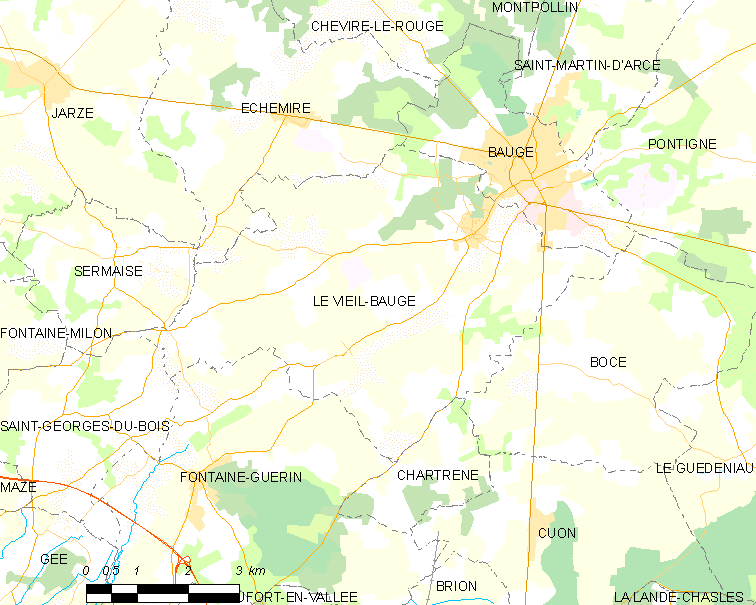
Karte von Le Vieil-Baugé

Le Vieil-Baugé liegt etwa 33 Kilometer ostnordöstlich von Angers, etwa 58 Kilometer südsüdwestlich von Le Mans und etwa 30 Kilometer nordnordwestlich von Saumur in der Région naturelle des Baugeois. Das Ortsgebiet liegt am Rand des Pariser Beckens und wird vom Couasnon von Nordost nach Südwest durchströmt. Die Landschaft ist an seinem rechten Ufer hügelig mit Höhen bis über 80 m, an seinem linken Ufer flacher. Das Zentrum befindet auf etwa 55 m Höhe.
Umgeben wird Le Vieil-Baugé von zwei Nachbargemeinden und vier Communes déléguées von Baugé-en-Anjou:
| Échemiré (Commune déléguée) |                                             | Baugé (Commune déléguée)     |
| Sermaise                    | Kompassrose, die auf Nachbargemeinden zeigt | Bocé (Commune déléguée)      |
|                             | Les Bois d’Anjou                            | Chartrené (Commune déléguée) |

## Geschichte
Frühere Formen des Ortsnamens waren:
In villa Balgiaco (999), Vetulus Balgiacus (1119), Ecclesia Sancti Symphoriani in Veteri Baugeyo (1148), Ung lieu nommé le Vieil-Baugé, Le Viel-Baugé und le prieuré du nouveau et Vieil-Baugé (1783).
Viele Spuren gallo-römischen Lebens wurden gefunden. Im 5. Jahrhundert war Vieil-Baugé ein Hauptort im Anjou. Als im Jahr 999 die Herren von Saumur an strategisch günstiger Stelle eine Verteidigungsanlage errichteten, um die sich allmählich eine Ansiedlung entwickelte, die den Namen Baugé erhielt, wurde aus Balgiaco allmählich Vieil-Baugé.
Bis zum 11. Jahrhundert war Baugé mit Vieil-Baugé vereinigt, Das Lehen, mit dem Titel einer Kastellanei und einer Gerichtsbarkeit ausgestattet, konstituierte sich am Ende des 12. Jahrhunderts in den Händen der Familie Beaupréau, die das Landgut besaßen. Die Lehnsherrschaft über Vieil-Baugé blieb bis zur Französischen Revolution mit dem Baronat Fontaine-Guérin vereint.

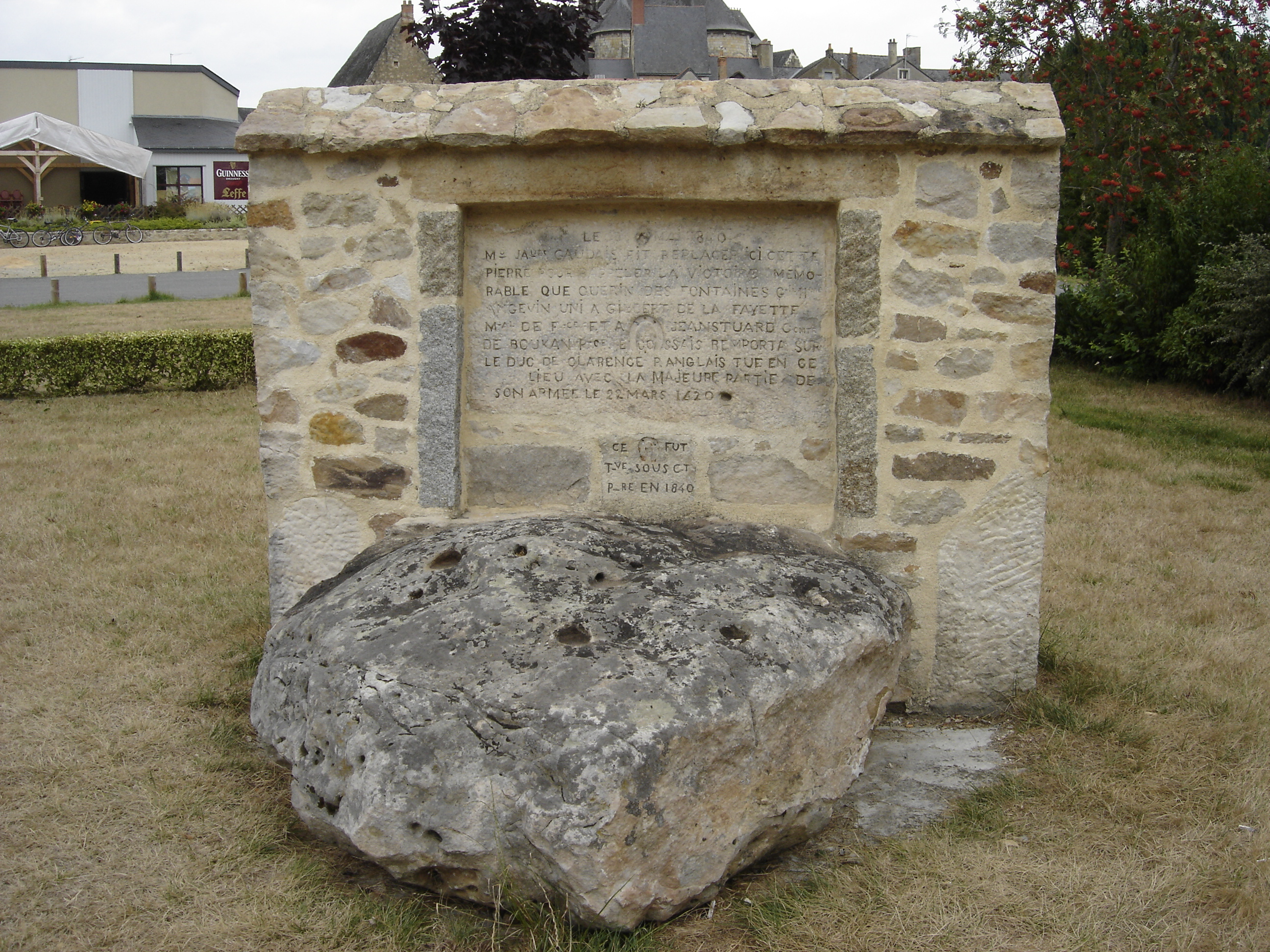
Gedenkstein an die Schlacht von Baugé

Im Hundertjährigen Krieg fand am 22. März 1421 hier die Schlacht von Baugé statt, bei der eine schottisch-französische Streitmacht unter Führung von John Stewart die angreifenden Engländer unter Thomas of Lancaster schlagen konnte, nachdem es diesen nicht gelungen war, die durch schottische Bogenschützen verteidigten Flussübergänge nach Vieil-Baugé zu überwinden. Es sollen 1054 englische Kämpfer – darunter auch der Heerführer – ums Leben gekommen sein. Die Partnerschaft der Stadt Baugé mit dem schottischen Milngavie erinnert noch heute an die damaligen Ereignisse.
Im 17. und 18. Jahrhundert gab es Weinbau, der später allmählich verschwand.

## Bevölkerungsentwicklung
| Le Vieil-Baugé: Einwohnerzahlen von 1793 bis 2020                                                                          | Le Vieil-Baugé: Einwohnerzahlen von 1793 bis 2020 | Le Vieil-Baugé: Einwohnerzahlen von 1793 bis 2020 | Le Vieil-Baugé: Einwohnerzahlen von 1793 bis 2020 | Le Vieil-Baugé: Einwohnerzahlen von 1793 bis 2020 |
| --- | ------------------------------------------------- | ------------------------------------------------- | ------------------------------------------------- | ------------------------------------------------- |
| Jahr |                                                   |                                                   |                                                   | Einwohner                                         |
| 1793 | 1793                                              |                                                   | 1.874                                             | 1.874                                             |
| 1800 | 1800                                              |                                                   | 1.315                                             | 1.315                                             |
| 1806 | 1806                                              |                                                   | 1.952                                             | 1.952                                             |
| 1821 | 1821                                              |                                                   | 2.092                                             | 2.092                                             |
| 1831 | 1831                                              |                                                   | 1.926                                             | 1.926                                             |
| 1836 | 1836                                              |                                                   | 1.882                                             | 1.882                                             |
| 1841 | 1841                                              |                                                   | 1.955                                             | 1.955                                             |
| 1846 | 1846                                              |                                                   | 2.060                                             | 2.060                                             |
| 1851 | 1851                                              |                                                   | 2.022                                             | 2.022                                             |
| 1856 | 1856                                              |                                                   | 1.541                                             | 1.541                                             |
| 1861 | 1861                                              |                                                   | 1.524                                             | 1.524                                             |
| 1866 | 1866                                              |                                                   | 1.511                                             | 1.511                                             |
| 1872 | 1872                                              |                                                   | 1.506                                             | 1.506                                             |
| 1876 | 1876                                              |                                                   | 1.503                                             | 1.503                                             |
| 1881 | 1881                                              |                                                   | 1.421                                             | 1.421                                             |
| 1886 | 1886                                              |                                                   | 1.386                                             | 1.386                                             |
| 1891 | 1891                                              |                                                   | 1.435                                             | 1.435                                             |
| 1896 | 1896                                              |                                                   | 1.430                                             | 1.430                                             |
| 1901 | 1901                                              |                                                   | 1.416                                             | 1.416                                             |
| 1906 | 1906                                              |                                                   | 1.367                                             | 1.367                                             |
| 1911 | 1911                                              |                                                   | 1.307                                             | 1.307                                             |
| 1921 | 1921                                              |                                                   | 1.133                                             | 1.133                                             |
| 1926 | 1926                                              |                                                   | 1.215                                             | 1.215                                             |
| 1931 | 1931                                              |                                                   | 1.123                                             | 1.123                                             |
| 1936 | 1936                                              |                                                   | 1.118                                             | 1.118                                             |
| 1946 | 1946                                              |                                                   | 1.239                                             | 1.239                                             |
| 1954 | 1954                                              |                                                   | 1.207                                             | 1.207                                             |
| 1962 | 1962                                              |                                                   | 1.151                                             | 1.151                                             |
| 1968 | 1968                                              |                                                   | 1.143                                             | 1.143                                             |
| 1975 | 1975                                              |                                                   | 1.093                                             | 1.093                                             |
| 1982 | 1982                                              |                                                   | 1.098                                             | 1.098                                             |
| 1990 | 1990                                              |                                                   | 1.172                                             | 1.172                                             |
| 1999 | 1999                                              |                                                   | 1.252                                             | 1.252                                             |
| 2006 | 2006                                              |                                                   | 1.316                                             | 1.316                                             |
| 2013 | 2013                                              |                                                   | 1.226                                             | 1.226                                             |
| 2020 | 2020                                              |                                                   | 1.249                                             | 1.249                                             |
| Quelle(n): EHESS/Cassini bis 1999, INSEE ab 2006 Anmerkung(en): Ab 1962 offizielle Zahlen ohne Einwohner mit Zweitwohnsitz |                                                   |                                                   |                                                   |                                                   |

## Sehenswürdigkeiten
Die romanische Pfarrkirche Saint-Symphorien aus dem 11. Jahrhundert stellt aufgrund ihrer verdrehten Turmspitze eine Besonderheit dar. Ähnliche Kirchtürme findet man noch in vier weiteren Orten des Baugeois. Dieser befindet sich allerdings 1,47 Meter aus dem Lot. Die Kirche ist seit 1973 als Monument historique klassifiziert.
Das Schloss Montivert wurde zwischen 1893 und 1895 am Ende der Periode der Neugotik vom Architekten Laffilée für Charles Renouf du Breil, Rechtsanwalt in Angers errichtet. Es ist seit 1994 als Monument historique eingeschrieben.
Der Bauernhof, genannt „Logis de Clairefontaine“, aus dem 13. und 15. Jahrhundert ist seit 1984 als Monument historique eingeschrieben.
Das Schloss Le Perray stammt aus dem 19. Jahrhundert, das Schloss Coutrolle aus dem 16. Jahrhundert.
In Le Vieil-Baugé sind außerdem mehrere Herrenhäuser, historische Bauernhöfe und Häuser aus dem 15. bis 19. Jahrhundert zu sehen, sowie mehrere Wassermühlen aus dem 11. bis 19. Jahrhundert. Das Pfarrhaus datiert aus dem 16. Jahrhundert.
Ein traditionelles Waschhaus (Lavoir) mit eigener Quelle ist noch erhalten.

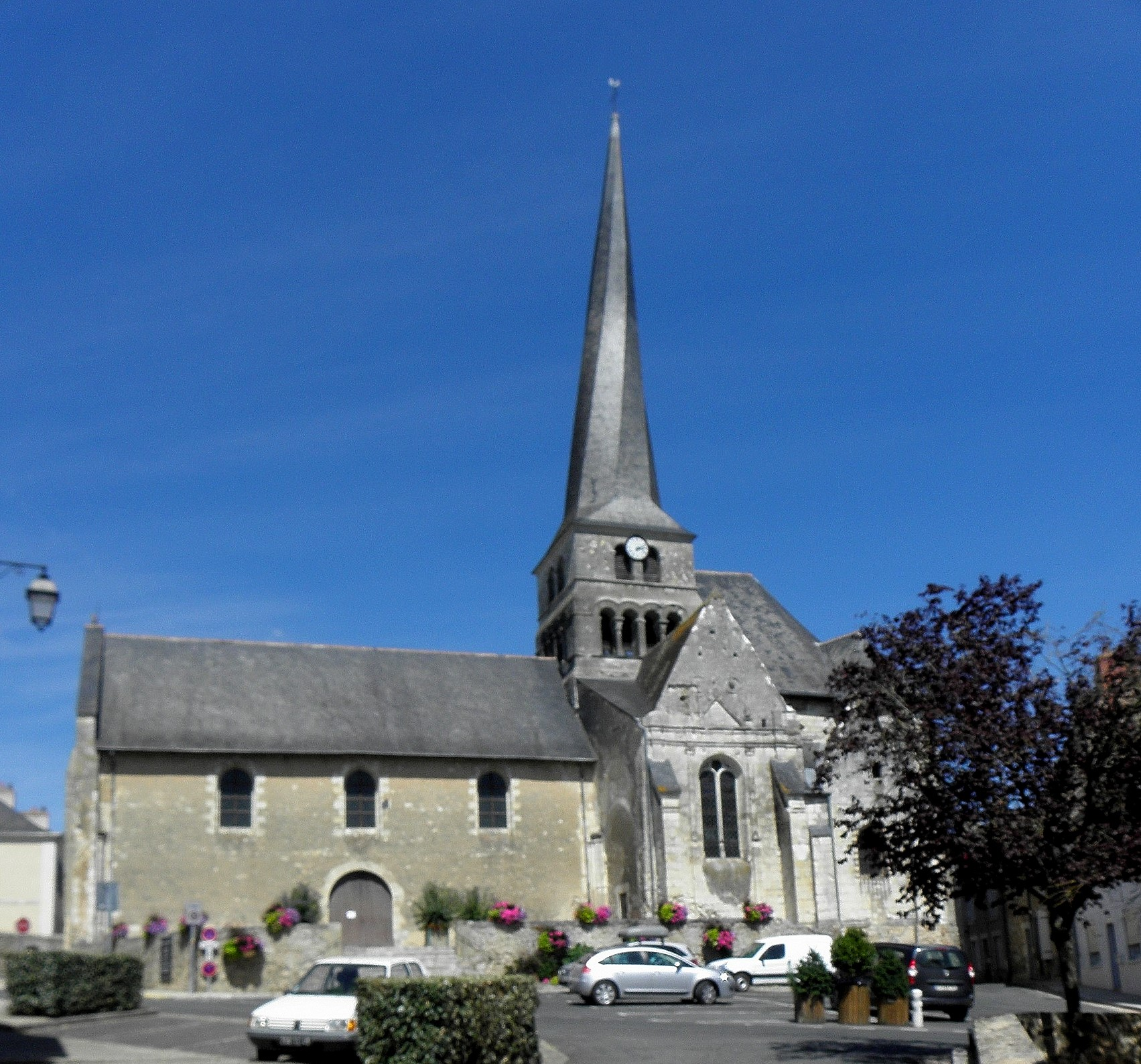
Pfarrkirche Saint-Symphorien
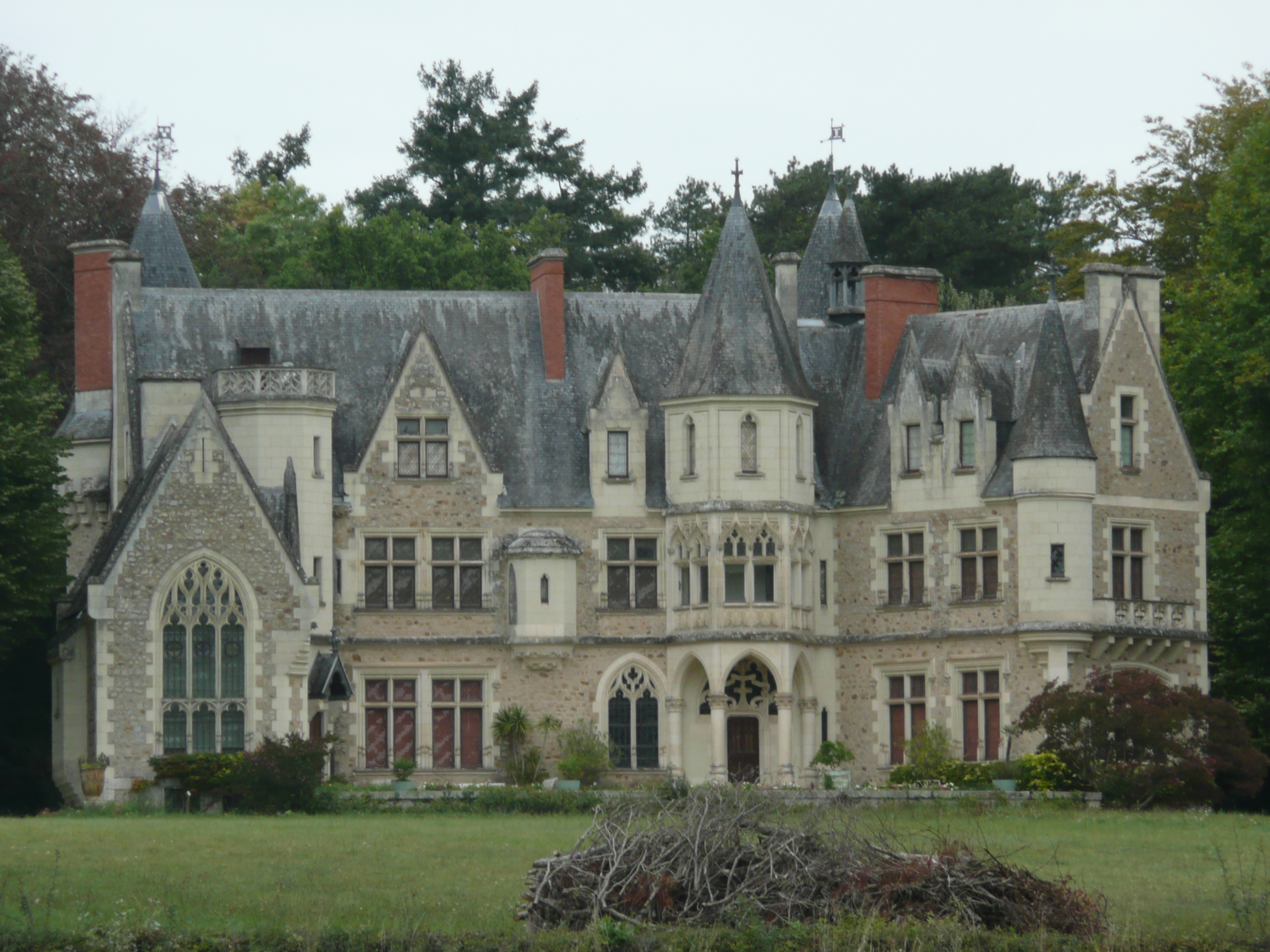
Schloss Montivert
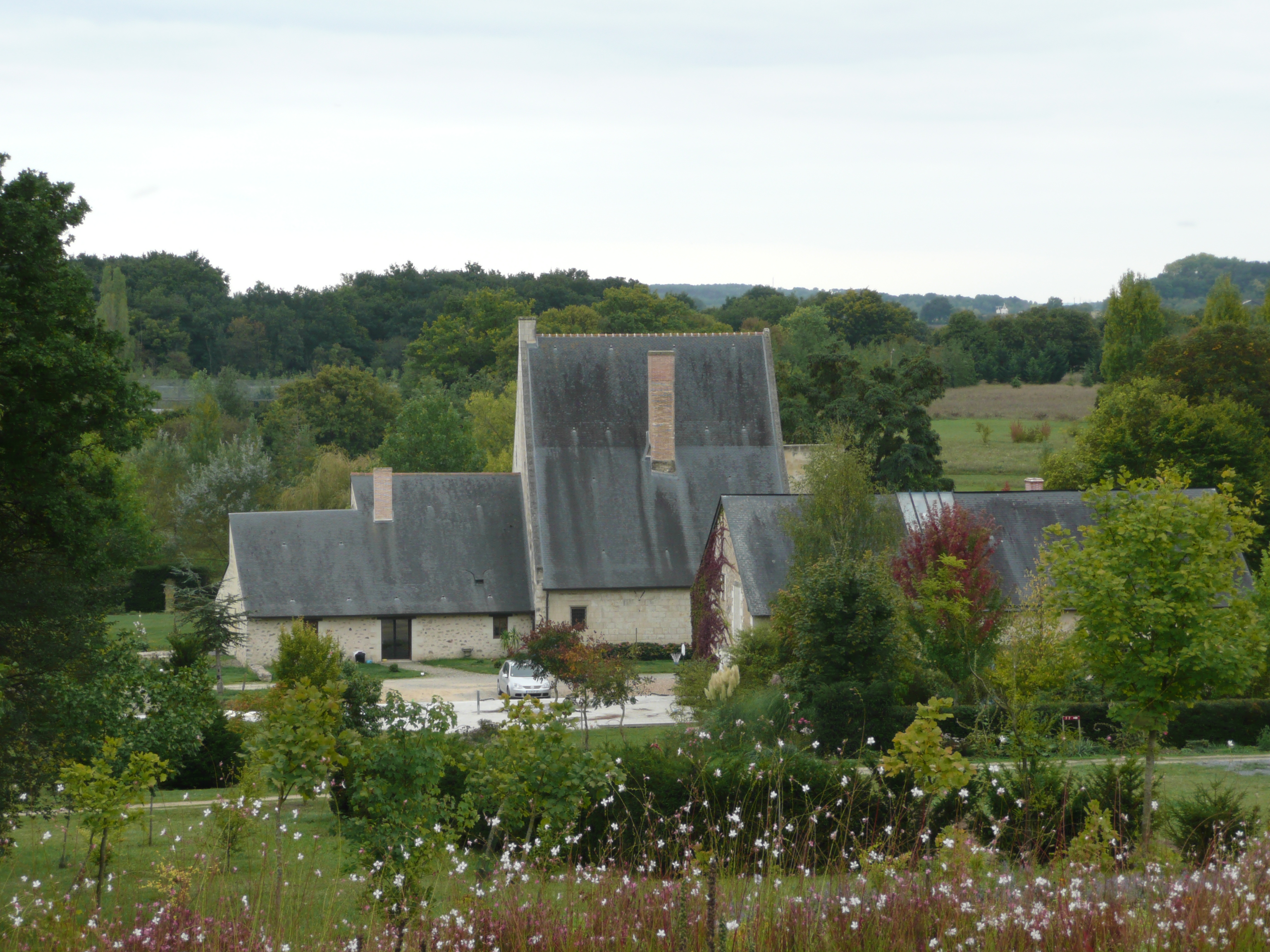
Logis de Clairefontaine